# Кравец, Инесса Николаевна
Ине́сса Никола́евна Краве́ц (укр. Інеса Миколаївна Кравець; урождённая — Шуляк; род. 5 октября 1966, Днепропетровск, УССР, СССР) — советская и украинская легкоатлетка, заслуженный мастер спорта СССР (1992), заслуженный мастер спорта Украины (1992), выступала в тройном прыжке и прыжках в длину. Олимпийская чемпионка 1996 года. Чемпионка мира в тройном прыжке в помещении (1991, 1993) и на открытом стадионе (1995), обладатель Кубка мира (1994), чемпионка Европы (в помещении, 1992). Многократный призёр чемпионатов Европы и мира.

## Биография
Родилась в семье тренеров Николая Ивановича и Зинаиды Шуляк.
С 1983 по 1988 год училась в Киевском государственном университете физической культуры и спорта.
В восьмом классе Инна взяла 1,78 метра в прыжках в высоту, что соответствовало нормативу кандидата в мастера спорта.
13.06.1992 в Киеве Инесса Кравец достигала результата 7,37 метра в прыжках в длину.
Серебряный призёр Олимпийских игр 1992 года в составе сборной СНГ в прыжках в длину (7,12 м).
На чемпионате мира 1995 года в финале в третьей попытки установила мировой рекорд в тройном прыжке — 15,50 м. Только в 2021 году венесуэльская легкоатлетка Юлимар Рохас превзошла это достижение, установив новий мировой рекорд — 15,67 м.
Олимпийская чемпионка 1996 года в составе сборной Украины в тройном прыжке (15,33 м).
За время спортивной карьеры установила несколько мировых рекордов.
В 1993 году была дисквалифицирована на 3 месяца за применение стимуляторов, а в 2000 году за применение стероидов её отстранили от спорта на 2 года.
Выступала за спортивное общество «Динамо». Дважды была замужем, дочь Дарья.

## Государственные награды
- Почётный знак отличия Президента Украины (12.09.1995)[6]
- Знак отличия Президента Украины крест «За мужество» (07.08.1996)[7]
- Орден княгини Ольги III-й степени (10.09.2008)[8]
- Орден «За заслуги» II степени (4.03.2016)[9]